# Shawn Christensen
Shawn Christensen é um músico e cineasta americano. Como reconhecimento, venceu, no Oscar 2013, a categoria de Melhor Curta-metragem por Curfew.